# Rivière des Sables (lac des Sables)
Pour les articles homonymes, voir Rivière des Sables.
La rivière des Sables est un affluent du Lac des Sables, coulant sur la rive nord du fleuve Saint-Laurent, dans le territoire non organisé de Lac-au-Brochet et de la municipalité Les Bergeronnes, dans la municipalité régionale de comté (MRC) de La Haute-Côte-Nord dans la région administrative de la Côte-Nord, au Québec, au Canada.
La partie inférieure du bassin versant de la rivière des Sables est desservie par une route forestière ceinturant le lac des Sables et le lac Paradis ; cette route forestière se relie par le sud à la route 138 laquelle longe la rive nord du fleuve Saint-Laurent. Plusieurs routes forestières secondaires desservent la vallée de la rivière des Sables.
La principale activité économique de ce secteur est la foresterie ; les activités récréotouristiques sont en second.
La surface de la rivière des Sables est habituellement gelée de la fin novembre au début avril, toutefois la circulation sécuritaire sur la glace se fait généralement de la mi-décembre à la fin mars.

## Géographie
Les principaux bassins versants voisins de la rivière des Sables sont :
- Côté nord : rivière à Polette, rivière des Escoumins, ruisseau des Trois Portes ;
- Côté est : rivière à Cassette, ruisseau Narcisse, ruisseau à Fidèle, rivière du Bas de Soie, rivière Beaulieu, fleuve Saint-Laurent ;
- Côté sud : rivière Lapointe (rivière du Moulin à Baude), rivière du Moulin à Baude, rivière Saguenay, fleuve Saint-Laurent ;
- Côté ouest : ruisseau des Baies, ruisseau Pont-Gravé, Bras des Chapelets, ruisseau Achille, rivière Sainte-Marguerite Nord-Est[2].

La rivière des Sables prend sa source au lac Juliette (longueur : 0,4 km ; altitude : 253 m). Ce dernier est situé à 0,4 km au nord d’un sommet de montagne de 372 m en altitude ; à 0,6 km à l'est d’un autre sommet atteignant 320 m et à 1,2 km au sud du sommet de la Montagne Verte (altitude : 360 m).
L’embouchure du lac Juliette est située à 10,5 km au nord-ouest de l’embouchure de la rivière des Sables, à 1,7 km au nord-est d’un coude de la rivière Sainte-Marguerite Nord-Est et à 22,6 km au nord-ouest de l’embouchure de la rivière des Petites Bergeronnes.
À partir de l’embouchure du lac Juliette, le cours de la rivière est encastré dans les montagnes et descend sur 22,6 km entièrement en zone forestière selon les segments suivants :
- 3,1 km vers le nord-est en traversant un petit lac sans nom (altitude : 242 m), en passant du côté sud-est de la Montagne Verte en traversant un petit lac non identifié, puis en bifurquant vers le sud-est, jusqu'à un ruisseau de montagne (venant du nord) drainant deux petits lacs ;
- 1,6 km dont 1,5 km, jusqu’à la décharge (venant du sud-ouest) d’un lac non identifié ;
- 0,9 km vers l'est en traversant une zone de marais sur 0,8 km et en traversant sur 0,7 km le lac Claire (longueur : 0,9 km ; altitude : 184 m), jusqu’à son embouchure ;
- 1,3 km vers l'est en zone de marais en recueillant la décharge (venant du sud) du lac Yvette, jusqu'au ruisseau des Baies (venant du sud-est) ;
- 4,7 km vers le nord-est en contournant une montagne et en formant de nombreux petits serpentins jusqu’à la décharge (venant du nord-est) du lac du Caribou ;
- 4,5 km vers le sud-est en recueillant la décharge (venant du sud-ouest) du lac Croche et en formant un crochet vers le nord en fin de segment, jusqu’à la décharge (venant du nord) du lac Édouardine ;
- 6,5 km vers le sud-est en recueillant la décharge (venant du nord) du lac du Banc Rouge et en serpentant en traversant une zone de marais, jusqu'à l'embouchure de la rivière[2].

L'embouchure de la rivière des Sables se déverse sur la Pointe à Bouleau sur la rive nord du lac des Sables. Cette confluence est située à 12,1 km au nord-ouest de l'embouchure de la rivière des Petites Bergeronnes, à 11,7 km au nord du centre du village de Sacré-Cœur (Québec), à 19,3 km au nord-ouest de l'embouchure de la rivière Saguenay et à 12,5 km à l'ouest du centre du village Grandes-Bergeronnes.

## Toponymie
Le toponyme Rivière des Sables a été officialisé le 5 décembre 1968 à la Banque des noms de lieux de la Commission de toponymie du Québec, soit à la création de cette commission.